# Винденис
Винденис или Вендум је био древни град у области Дарданија на Косову и Метохији (Србија). Остаци античког града Винденис, касније средњовековног села Видин на Косову, пронађени су на археолошком налазишту Пољанице.
У време када је територија данашњег Косова и Метохије прикључена римској провинцији Горња Мезија настала је карта знаменитости које говоре о положају и развоју ове области у оквиру Римског царства - Птолемејева карта Горње Мезије (2. век) где су, у складу са картографским подацима тога времена, уцртана насеља (Улпианум, Винденис, Веланис и Арибантион).

Винденис је једна од три путне станице које су изграђене на територији провинције Горње Мезије, а ова станица се налазила на путу Naissus—Lissus који је повезивао регион централног Балкана са Јадранском обалом.

Осамдесетих година прошлог века. (1980-1986) на овом локалитету су вршена систематска археолошка ископавања и иако је истражен само мали део периметра (534 м²), налази су били импресивни. Откривени су остаци насеља грађених од камена, цигле, црепа и малтера, чији су најзначајнији подови украшени мозаицима са геометријским фигурама и ликом Орфеја са харфом, окруженог дивљим зверима очараним његовом музиком. Овај величанствено израђен мозаик данас се чува у Народном музеју у Београду.
На сеоском гробљу откривен је тешки саркофаг од белог мермера димензија 2,15 к 0,98 к 0,80 м, који је, по свему судећи, био намењен некој високопозиционираној личности. Процењује се да је саркофаг заједно са поклопцем тежак око 3 тоне. Пронађене су и посуде, римски новчићи и други предмети. Посебна зграда у којој је био смештен римски гарнизон има димензије 150 к 150 м и дебљине зидова око 5 м. Обриси објеката проучавани су у периоду 2008-2011. путем геофизичких и геомагнетних мерења. Насеље је очигледно било насељено током римског периода и касне антике.